# رونالد درو
رونالد درو (انگلیسی: Roland Drew; ۴ اوت ۱۹۰۰ – ۱۷ مارس ۱۹۸۸) یک هنرپیشه و طراح لباس اهل ایالات متحده آمریکا بود.